# Cristian Cigan
Cristian Lucian Cigan (Nagyvárad, 1987. május 15. –) román utánpótlás-válogatott labdarúgó, jelenleg a magyar másodosztályú Szeged-Csanád Grosics Akadémia játékosa.

## Pályafutása

### Klubcsapatok
Cigan a román FC Bihor Oradea akadémiáján nevelkedett, a román élvonalban 2003-ban szerepelt először bajnoki mérkőzésen. 2004-ben román kupagyőztes lett a Dinamo București csapatával. 2005 és 2007 között ötvenöt bajnoki mérkőzésen lépett pályára az FC Sopron csapatában. 2018 óta a magyar másodosztályú Szeged-Csanád Grosics Akadémia labdarúgója.

### Válogatott
2006 és 2007 között három alkalommal szerepelt a román U21-es labdarúgó-válogatottban.

## Sikerei, díjai
FC Dinamo București
- Román labdarúgókupa: 2004